# Bernard Goldstein
Bernard Goldstein (ur. 1889 w Siedlcach, zm. 7 grudnia 1959 w Nowym Jorku) – polski polityk żydowskiego pochodzenia, jeden z liderów organizacji Bund.

## Życiorys
W wieku 16 lat został członkiem żydowskiej robotniczej organizacji Bund. W okresie od 1905 - 1917 wiele lat spędził w więzieniach od Warszawy po Syberię. Wziął udział w rewolucji październikowej w roku 1917. Do Warszawy powrócił w roku 1919. W niepodległej Polsce był szanowanym organizatorem organizacji robotniczych i związków zawodowych. W 1940 trafił do getta warszawskiego, gdzie organizował pomoc potrzebującym. Po ucieczce z getta brał udział w walce konspiracyjnej na terenie Warszawy. 
Emigrował z Polski do USA w roku 1945. W książce Five Years in the Warsaw Ghetto opisał życie panujące w getcie oraz heroiczną walkę żydowskich żołnierzy. Jego autorytet w kierownictwie Bundu jakim się cieszył przed wojną oraz pozycja w żydowskim podziemiu w okresie wojny, określiła go we współczesnej światowej historiografii mianem kronikarza ostatnich godzin żydowskiej Warszawy.       